# Georges Lavroff
Georges Lavroff (* 18. April 1895 bei Jenisseisk, Sibirien, Russisches Kaiserreich; † 29. August 1991 in Moskau, Sowjetunion) war ein russischer Bildhauer.

## Leben
1915 begann Lavroff sein Studium an der medizinischen Fakultät der Universität Tomsk. Während seiner Zeit hier besuchte er Malkurse der Künstlergesellschaft von Tomsk.
Von 1917 bis 1920 diente er im Verlauf der Oktoberrevolution und dem folgenden Russischen Bürgerkrieg im 6. Regiment der „Partisanen von Azchipov“. 
1922 ließ sich Lavroff in Moskau nieder, wo er von 1923 bis 1926 Mitglied der Russischen Künstlervereinigung war. Während dieser Zeit beteiligte er sich an Ausstellungen und Denkmalprojekten (unter anderem 1925 eine Lenin-Statue im ukrainischen Poltawa). Er studierte an der Moskauer Hochschule für Malerei, Bildhauerei und Architektur.
Zur Verbreitung und Förderung der Sowjetischen Kunst wurde Lavroff von 1927 bis 1935 nach Frankreich entsandt. Hier wurde er vor allem für seine zahlreichen Tierstatuen aus Bronze und Keramik im Stil des Art déco bekannt, aber auch für seine Statuetten mit Tänzerinnen und mythologischen Figuren. Er arbeitete eng mit dem Éditeur d’art (Kunstverleger) Marcel Guillemard zusammen. Seine Arbeiten zeigte er auf den Pariser Salons der Société des Artistes Indépendants (ab 1928) und der Société du Salon d’Automne.
1935 kehrte Lavroff nach Russland zurück, wo er von 1940 bis 1980 als akkreditierter Bildhauer der sowjetischen Regierung Büsten und monumentale Skulpturen sowjetischer Politgrößen fertigte. 1982 wurde seiner Arbeit eine Einzelausstellung in Moskau gewidmet. Lavroff verstarb 1991.

## Werke (Auswahl)
- Panthère à l’affût
- Cerf sur un rocher
- Couple de faisans
- Scolias Diana
- Femme à la biche
- L’Archère
- Tête de lévrier
- Ours polaire
- Femme au chat
- La nuit, Danseuse au croissant de lune